# Raindancing
Raindancing è il secondo album della cantautrice pop Alison Moyet, pubblicato nel 1987 dall'etichetta discografica CBS/Columbia Records.
L'album è stato venduto negli Stati Uniti con disposizione delle tracce e copertina differenti.
Il singolo Is This Love?, che ha raggiunto il terzo posto nella classifica inglese dei singoli, è stata scritta insieme a Dave Stewart degli Eurythmics, sotto lo pseudonimo "Jean Guiot".

## Tracce
Lato A
1. Weak in the Presence of Beauty – 3:45 (Rob Clarke, Michael Ward)
2. Ordinary Girl – 3:27 (Jess Bailey, Rick Driscoll, Alison Moyet)
3. You Got Me Wrong – 4:04 (Moyet)
4. Without You – 3:28 (Moyet)
5. Sleep Like Breathing – 4:10 (Joseph Freeman, David Hughes)

Lato B
1. Is This Love? – 4:00 (Jean Guiot, Moyet)
2. Blow Wind Blow – 5:46 (Bailey, Moyet)
3. Glorious Love – 4:22 (Bailey, Rick Driscoll, Moyet)
4. When I Say (No Giveaway) – 2:54 (Bailey, Driscoll, Moyet)
5. Stay – 3:26 (Bailey, Driscoll, Moyet)

### Tracce versione USA
Lato A
1. Is This Love? – 4:00
2. Stay – 3:26
3. Glorious Love – 4:22
4. When I Say (No Giveaway) – 2:54
5. Blow Wind Blow – 5:46

Lato B
1. Weak in the Presence of Beauty – 3:45
2. Ordinary Girl – 3:27
3. You Got Me Wrong – 4:04
4. Without You – 3:28
5. Sleep Like Breathing – 4:10